# پونام پاندی
پونام پاندی (زادهٔ ۱۱ مارس ۱۹۹۱) مدل و بازیگر شهوانی هندی است. او در سال ۲۰۱۳ با فیلم نشئه در بالیوود آغاز به کار کرد. در ۲ فوریه ۲۰۲۴، در حساب رسانه‌های اجتماعی پاندی اعلام شد که او بر اثر سرطان دهانه رحم درگذشت. اما او روز بعد اعلام کرد که این کار، یک حقهٔ تبلیغاتی به‌منظور گسترش آگاهی در مورد این بیماری بوده‌است.

## حرفه
او ابتدا کار خود را به عنوان مدل آغاز کرد و به یکی از نه شرکت کننده برتر مسابقه مجله مدل گلادرگس (Gladrags) در سال ۲۰۱۰ تبدیل گردید که بعد از آن عکسش روی جلد مجله مد چاپ شد. همچنین از عکس‌های وی برای ۲۹ تقویم سال ۲۰۱۱ از جمله تقویم گلادرگس استفاده گردید که در تقویم کینگ‌فیشر (Kingfisher) سال ۲۰۱۲ برجسته شد.

## در کانون توجه رسانه‌ها
او زمانی مورد توجه رسانه‌ها قرار گرفت که به تیم کریکت هند قول داده بود درصورت برنده شدن آنها در جام جهانی کریکت سال ۲۰۱۱ در برابرشان برهنه شود. هند در آن سال موفق به بردن جام جهانی کریکت شد اما پونام در توییتی اعلام کرد که از وعده اش صرف نظر کرده. اما بعدها ادعا کرد که مجوز این کار توسط هیئت مدیره کریکت در هند (BCCI) رد شده بود. پاندی در سال ۲۰۱۲ پس از برنده شدن تیم نایت ریدرز (Knight Riders) کلکته لخت شد.
در سال ۲۰۲۴، مدیر برنامه‌های پاندی در حساب رسمی اینستاگرام از طریق پستی اعلام کرد که پاندی در ۱ فوریه ۲۰۲۴ بر اثر سرطان دهانه رحم درگذشته است. خبر درگذشت او به‌زودی در رسانه‌های خبری منتشر شد. پاندی یک روز بعد اعلام کرد که «خبر درگذشتش را جعل کرده بود» و این کارش بخشی از ترفند تبلیغاتی به‌منظور گسترش آگاهی در مورد سرطان دهانه رحم بوده‌است. کار او با انتقادات گسترده‌ای مواجه شد.

## فیلم‌شناسی

### فیلم
| سال  | عنوان                   | نقش         | یادداشت                                                 | مرجع.                |
| ---- | ----------------------- | ----------- | ------------------------------------------------------- | -------------------- |
| ۲۰۱۳ | عجیب و غریب             | ریتا        | فیلم کوتاه                                              | [ ۲۰ ]               |
| ۲۰۱۳ | ناشا                    | آنیتا جوزف  | به زبان هندی                                            | [ ۲۱ ] [ ۲۲ ] [ ۲۳ ] |
| ۲۰۱۴ | عشق زهر است             | خودش        | در کانادا، حضور ویژه در آهنگ "Shyane Ishta Cricketettu" | [ ۲۴ ]               |
| ۲۰۱۴ | عدالت                   | خودش        | در بوجپوری                                              | [ ۲۰ ]               |
| ۲۰۱۵ | مالینی و شرکت           | مالینی      | به زبان تلوگو                                           | [ ۲۵ ] [ ۲۶ ] [ ۲۷ ] |
| ۲۰۱۷ | قهرمان آمد              | خودش        | به زبان هندی، ظاهر خاص در یک آهنگ                       | [ ۲۸ ]               |
| ۲۰۱۷ | GST – گالتی سیرف تومهری |             | به زبان هندی                                            | [ ۲۹ ]               |
| ۲۰۱۸ | سفر کارما               | کارما دسوزا | به زبان هندی                                            | [ ۳۰ ] [ ۳۱ ]        |
| ۲۰۱۹ | عشق در تاکسی            | خودش        | به زبان هندی                                            | [ ۲۰ ]               |
| ۲۰۲۰ | آتش را لمس کنید         | پونام پاندی | به زبان هندی                                            | [ ۲۰ ]               |

### تلویزیون
| سال  | عنوان                       | نقش        | یادداشت     |
| ---- | --------------------------- | ---------- | ----------- |
| ۲۰۱۱ | عامل ترس: خاترون که خیلدی ۴ | شرکت کننده | مقام یازدهم |
| ۲۰۱۵ | مجموع نادانیان              | جلبی بای   |             |
| ۲۰۱۵ | پیار محبت سسشه              | جلبی بای   |             |
| ۲۰۲۲ | قفل کردن                    | شرکت کننده | مقام هفتم   |
| ۲۰۲۳ | اتاق عسل سوئیت شماره ۹۱۱    |            | فصل ۱       |